# Jean-Baptiste Royer
Pour les articles homonymes, voir Royer.
 (août 2019).
Si vous disposez d'ouvrages ou d'articles de référence ou si vous connaissez des sites web de qualité traitant du thème abordé ici, merci de compléter l'article en donnant les références utiles à sa vérifiabilité et en les liant à la section « Notes et références ».
Jean-Baptiste Royer, né à Cuiseaux, le 8 octobre 1733, mort à Besançon (Doubs), le 11 avril 1807, est un prélat et homme politique français qui fut député à la Convention nationale et au Conseil des Cinq-Cents, évêque constitutionnel de l'Ain puis de la Seine.

## Biographie
Il était fils de médecin. Entré dans les ordres, il devint curé de Chavannes-sur-Suran.
En avril 1789, Jean-Baptiste Royer est élu représentant suppléant du clergé pour le bailliage d'Aval aux États-généraux de 1789. Il est admis à siéger dès le début de la session à la faveur de la démission d'Ignace-François-Xavier Bruet, curé d'Arbois.
La monarchie française prend fin à l'issue de la journée du 10 août 1792 au terme de laquelle les fédérés bretons et marseillais et les insurgés des faubourgs de Paris prennent le palais des Tuileries.
En septembre 1792, Royer, devenu évêque du département de l'Ain, est réélu député, le troisième sur six, à la Convention nationale.
Il siège sur les bancs de la Gironde. Lors du procès de Louis XVI, il vote la détention et le bannissement à la paix et se prononce en faveur de l'appel au peuple et du sursis à l'exécution. En avril 1793, il vote en faveur de la mise en accusation de Jean-Paul Marat, qui le dénonce un mois plus tard dans son journal comme « membre de la faction des hommes d’État ». En mai, il vote en faveur du rétablissement de la Commission des Douze. En octobre, il est décrété d'arrestation sur motion de Jean-Pierre-André Amar, membre du Comité de Sûreté générale : il fait partie des soixante-treize députés qui ont protesté contre l'arrestation des députés girondins le 2 juin 1793. Lui et les autres signataires sont réintégrés à leur siège en frimaire an III (décembre 1794).

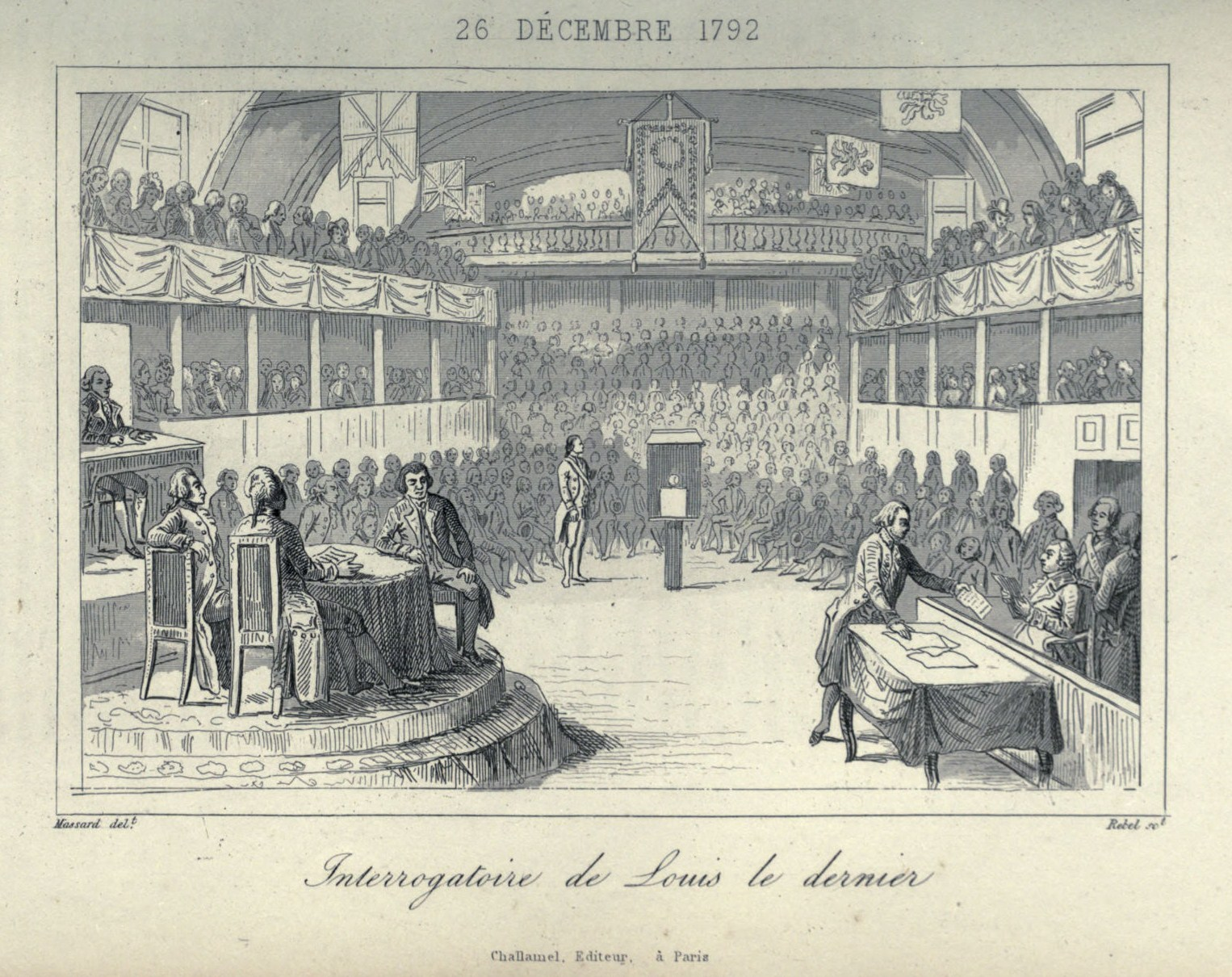
L’interrogatoire de « Louis le dernier » par la Convention.

Fin 1794, il constitua avec Grégoire, Desbois et Saurine le groupe des « Évêques réunis à Paris » qui se donna pour mission de régénérer l’Église de France gravement affaiblie par la campagne de déchristianisation et les démissions d’évêques et de prêtres.

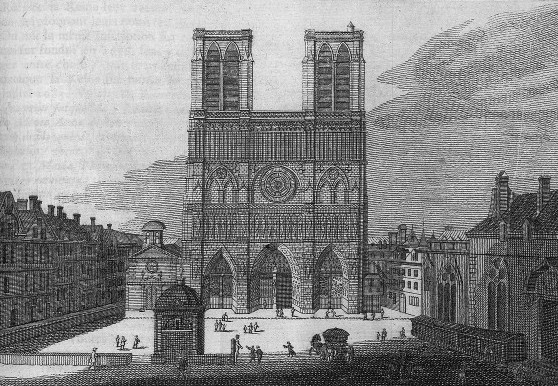
Notre-Dame de Paris au XVIIIe siècle.

Élu par ses collègues, conformément au décret des deux tiers, le 4 brumaire an IV (26 octobre 1795) au Conseil des Cinq-Cents, il y siégea jusqu'au 20 mai 1798, devint évêque constitutionnel de la Seine, siégant à Paris, et fut installé à Notre-Dame de Paris le 25 août 1798. Compromis dans le discrédit de l'Église constitutionnelle, il démissionna en 1801 et se retira à Besançon auprès de l'archevêque Claude Le Coz, qui le fit chanoine de Besançon. Royer adressa au pape Pie VII la rétractation de ses serments révolutionnaires, et se voua, dans les dernières années de sa vie, au service des malades.